# Pocasset (Oklahoma)
Pocasset és un poble dels Estats Units a l'estat d'Oklahoma. Segons el cens del 2000 tenia 192 habitants.

## Demografia
Segons el cens del 2000, Pocasset tenia 192 habitants, 75 habitatges, i 54 famílies. La densitat de població era de 154,4 habitants per km².
Dels 75 habitatges en un 36% hi vivien nens de menys de 18 anys, en un 60% hi vivien parelles casades, en un 8% dones solteres, i en un 28% no eren unitats familiars. En el 26,7% dels habitatges hi vivien persones soles el 5,3% de les quals corresponia a persones de 65 anys o més que vivien soles. El nombre mitjà de persones vivint en cada habitatge era de 2,56 i el nombre mitjà de persones que vivien en cada família era de 3,09.
Per edats la població es repartia de la següent manera: un 30,7% tenia menys de 18 anys, un 9,4% entre 18 i 24, un 29,7% entre 25 i 44, un 16,7% de 45 a 60 i un 13,5% 65 anys o més.
L'edat mediana era de 33 anys. Per cada 100 dones de 18 o més anys hi havia 95,6 homes.
La renda mediana per habitatge era de 25.417 $ i la renda mediana per família de 30.250 $. Els homes tenien una renda mediana de 26.250 $ mentre que les dones 15.000 $. La renda per capita de la població era de 10.751 $. Entorn de l'11,1% de les famílies i el 16% de la població estaven per davall del llindar de pobresa.

## Poblacions més properes
El següent diagrama mostra les poblacions més properes.